# 阿尔卑斯胜利纪念碑
阿尔卑斯胜利纪念碑（拉丁文：Tropaeum Alpium），又名奥古斯都胜利纪念碑，位于法国滨海阿尔卑斯省，拉蒂尔比镇，于公元前7或6年建成，以弘扬罗马帝国皇帝奥古斯都，纪念征服本地48个部落，使罗马帝国在本段阿尔卑斯山畅通无阻。胜利纪念碑基座长35米，第一平台高12米，有24根柱，49米高处有奥古斯丁大帝塑像。今天遗址高35米。紧邻胜利纪念碑有圣迈克教堂，它的建筑材料中有1705年被毁的胜利纪念碑的石块。距胜利纪念碑2公里有座狗头山，可以從悬崖上俯视摩纳哥。

## 历史
阿尔卑斯胜利纪念碑是为纪念罗马皇帝奥古斯都而在朱利亚·奥古斯都大道的最高点建造的。它标志着对48个曾长期阻碍阿尔卑斯山各通道的部落的最终胜利。这些部落不仅掠夺货物，更通过对商路和军事行动的控制，对经过其山口的行人实施管制，这对罗马帝国而言是不可接受的。
该纪念碑提及了其他雷蒂安和阿尔卑斯部落，特别隐晦地记录了公元前23至13年间，对居住在南高卢行省与山南高卢之间阿尔卑斯山区的最后一批独立凯尔特-利古里亚部落的征服。
建造奥古斯都纪念碑所需的石灰石采自距离约 500 米的“罗马采石场”，在那里仍可看到石头上切割出的柱段痕迹。
此次征服使得奥雷利亚大道得以通过朱利亚·奥古斯都大道的建设继续延伸。公元前10年，被征服者在帝国宽大政策下获得了“滨海阿尔卑斯城市”地位，其首府塞梅内伦建于尼凯亚（今尼斯市郊的希米耶区）对面。
这座纪念碑最初并无军事功能，也不能作为避难所或防御工事。它曾标志意大利与纳博讷高卢行省的边界，该边界后来推进至瓦尔河。然而在公元12至15世纪间，纪念碑被改造为要塞，并与城墙相连。
1705年在法国与萨伏依战争期间，路易十四下令摧毁该地区所有要塞，纪念碑因此遭到部分破坏。此后彻底沦为采石场，其石材被用于建造圣米歇尔教堂等建筑。
1865年，遗址被列为历史古迹。
1930年代，在摩纳哥过冬的美国慈善家爱德华·塔克资助下，由朱尔·福米热主持了对纪念碑的修复工程。纪念碑于1934年4月26日重新开放。如今这座纪念碑已成为滨海阿尔卑斯省拉蒂尔比镇的主要旅游景点。
1994年7月10日至8月28日，国家古迹中心举办了纪念碑落成2000周年纪念活动。

## 拉丁碑文
在纪念碑的西侧，朱利亚·奥古斯塔大道的尽头，刻有元老院为纪念皇帝而作的献词，随后列出了 48 个被平定的部落（主要是凯尔特人、利古里亚人、威尼蒂人、日耳曼人等），这些民族遍布整个阿尔卑斯山脉，从亚得里亚海到地中海，碑文上按地理顺序从东到西排列。
碑文原文：
“IMP · CÆSARI DIVI FILIO AVG · PONT · MAX · IMP · XIIII · TR · POT · XVII · S · P · Q · R · QVOD EIVS DVCTV AVSPICIISQVE GENTES ALPINÆ OMNES QVÆ A MARI SVPERO AD INFERVM PERTINEBANT SVB IMPERIVM P · R · SVNT REDACTÆ · GENTES ALPINÆ DEVICTÆ TRVMPILINI · CAMVNNI · VENOSTES · VENNONETES · ISARCI · BREVNI · GENAVNES · FOCVNATES · VINDELICORVM GENTES QVATTVOR · COSVANETES · RVCINATES · LICATES · CATENATES · AMBISONTES · RVGVSCI · SVANETES · CALVCONES · BRIXENETES · LEPONTI · VBERI · NANTVATES · SEDVNI · VARAGRI · SALASSI · ACITAVONES · MEDVLLI · CENNI · CATVRIGES · BRIGIANI · SOGIONTI · BRODIONTI · NEMALONI · EDENATES · ESVBIANI · VEAMINI · GALLITÆ · TRIVLLATI · ECDINI · VERGVNNI · EGVITVRI · NEMATVRI · ORATELLI · NERVSI · VELAVNI · SVETRI”
中文翻译：
致英白拉多·凯撒·神之子·奥古斯都·大祭司·十四次被欢呼为英白拉多·行使护民官权力十七年。元老院与罗马人民立此碑，因他的领导与庇护，所有从上海至下海延伸的阿尔卑斯部落皆被纳入罗马人民治下，被征服的阿尔卑斯部落：
特朗普利尼人、卡穆尼人、维诺斯特人、维诺内特人、伊萨尔奇人、布雷乌尼人、格纳乌尼人、福库纳特人、四个温德利西亚部落、康苏阿内特人、鲁奇纳特人、利卡特人、卡泰纳特人、安比松特人、鲁古斯奇人、苏阿内特人、卡卢孔人、布里森特人、莱蓬蒂人、乌贝尔人、南图阿特人、塞杜尼人、维拉格雷人、萨拉西人、阿奇塔冯人、梅杜勒人、乌肯人、卡图里吉人、布里吉亚人、索吉翁提克人、布罗迪翁提克人、内马洛尼人、埃德纳特人、埃苏比亚尼人、维阿米尼人、加利特人、特里乌拉提人、埃克提尼人、维尔古尼人、埃吉图里人、内门图里人、奥拉泰利人、内鲁西人、维劳尼斯人、苏埃特里人。